# Dennis Appiah
Dennis Appiah (* 9. června 1992, Toulouse, Francie) je francouzský fotbalový obránce/záložník ghanského původu, od roku 2016 hráč klubu RSC Anderlecht.

## Klubová kariéra
- AS Monaco (mládež)
- AS Monaco 2010–2013
- SM Caen 2013–2016
- RSC Anderlecht 2016–

## Reprezentační kariéra
Dennis Appiah nastupoval za francouzské mládežnické reprezentace.